# 동경 124도
동경 124도는 본초 자오선에서 동쪽으로 124도 떨어진 경선이다. 북극점에서 시작하여 북극해와 아시아, 태평양, 오스트랄라시아, 인도양, 남극해, 남극을 거쳐 남극점에 이른다.
북극점에서 남극점까지 동경 124도선은 다음 지역을 지나간다.
| 좌표                                                    | 나라, 지역, 해역 | 주석                                                            |
| ------------------------------------------------------- | ---------------- | --------------------------------------------------------------- |
| 북위 90° 0′ 동경 124° 0′  / 북위 90.000° 동경 124.000°  | 북극해           |                                                                 |
| 북위 77° 55′ 동경 124° 0′  / 북위 77.917° 동경 124.000° | 랍테프해         |                                                                 |
| 북위 73° 48′ 동경 124° 0′  / 북위 73.800° 동경 124.000° | 러시아           |                                                                 |
| 북위 53° 25′ 동경 124° 0′  / 북위 53.417° 동경 124.000° | 중화인민공화국   | 헤이룽장성 내몽골 자치구 헤이룽장성 지린성 랴오닝성             |
| 북위 39° 48′ 동경 124° 0′  / 북위 39.800° 동경 124.000° | 황해             | 조선민주주의인민공화국의 비단섬 바로 서쪽을 지난다.             |
| 북위 33° 17′ 동경 124° 0′  / 북위 33.283° 동경 124.000° | 동중국해         |                                                                 |
| 북위 24° 20′ 동경 124° 0′  / 북위 24.333° 동경 124.000° | 일본             | 고하마섬과 구로시마섬                                           |
| 북위 24° 13′ 동경 124° 0′  / 북위 24.217° 동경 124.000° | 태평양           | 필리핀해 - 필리핀의 루손섬과 카탄두아네스섬 사이를 지난다.      |
| 북위 13° 17′ 동경 124° 0′  / 북위 13.283° 동경 124.000° | 필리핀           | 아구타야섬                                                      |
| 북위 13° 13′ 동경 124° 0′  / 북위 13.217° 동경 124.000° | 알바이만         |                                                                 |
| 북위 13° 5′ 동경 124° 0′  / 북위 13.083° 동경 124.000°  | 필리핀           | 루손섬                                                          |
| 북위 12° 33′ 동경 124° 0′  / 북위 12.550° 동경 124.000° | 사마르섬         |                                                                 |
| 북위 12° 2′ 동경 124° 0′  / 북위 12.033° 동경 124.000°  | 필리핀           | 마스바테섬                                                      |
| 북위 11° 48′ 동경 124° 0′  / 북위 11.800° 동경 124.000° | 비사얀해         |                                                                 |
| 북위 11° 16′ 동경 124° 0′  / 북위 11.267° 동경 124.000° | 필리핀           | 세부섬과 막탄섬                                                 |
| 북위 10° 17′ 동경 124° 0′  / 북위 10.283° 동경 124.000° | 세부 해협        |                                                                 |
| 북위 9° 58′ 동경 124° 0′  / 북위 9.967° 동경 124.000°   | 필리핀           | 보홀섬                                                          |
| 북위 9° 36′ 동경 124° 0′  / 북위 9.600° 동경 124.000°   | 보홀해           |                                                                 |
| 북위 8° 11′ 동경 124° 0′  / 북위 8.183° 동경 124.000°   | 필리핀           | 민다나오섬                                                      |
| 북위 7° 38′ 동경 124° 0′  / 북위 7.633° 동경 124.000°   | 술라웨시해       | 일라나만                                                        |
| 북위 7° 3′ 동경 124° 0′  / 북위 7.050° 동경 124.000°    | 필리핀           | 민다나오섬                                                      |
| 북위 6° 48′ 동경 124° 0′  / 북위 6.800° 동경 124.000°   | 술라웨시해       |                                                                 |
| 북위 0° 53′ 동경 124° 0′  / 북위 0.883° 동경 124.000°   | 인도네시아       | 술라웨시섬(미나하사 반도)                                       |
| 북위 0° 22′ 동경 124° 0′  / 북위 0.367° 동경 124.000°   | 몰루카해         |                                                                 |
| 남위 1° 49′ 동경 124° 0′  / 남위 1.817° 동경 124.000°   | 인도네시아       | 팀파우스섬                                                      |
| 남위 1° 51′ 동경 124° 0′  / 남위 1.850° 동경 124.000°   | 반다해           |                                                                 |
| 남위 5° 45′ 동경 124° 0′  / 남위 5.750° 동경 124.000°   | 인도네시아       | 투캉베시 제도                                                   |
| 남위 5° 58′ 동경 124° 0′  / 남위 5.967° 동경 124.000°   | 반다해           |                                                                 |
| 남위 8° 20′ 동경 124° 0′  / 남위 8.333° 동경 124.000°   | 인도네시아       | 판타르섬                                                        |
| 남위 8° 25′ 동경 124° 0′  / 남위 8.417° 동경 124.000°   | 사우해           |                                                                 |
| 남위 9° 20′ 동경 124° 0′  / 남위 9.333° 동경 124.000°   | 인도네시아       | 티모르섬                                                        |
| 남위 10° 16′ 동경 124° 0′  / 남위 10.267° 동경 124.000° | 티모르해         |                                                                 |
| 남위 11° 45′ 동경 124° 0′  / 남위 11.750° 동경 124.000° | 인도양           |                                                                 |
| 남위 16° 15′ 동경 124° 0′  / 남위 16.250° 동경 124.000° | 오스트레일리아   | 웨스턴오스트레일리아주                                          |
| 남위 33° 26′ 동경 124° 0′  / 남위 33.433° 동경 124.000° | 인도양           | 오스트레일리아 정부는 이 해역을 남극해의 일부로 취급한다.       |
| 남위 60° 0′ 동경 124° 0′  / 남위 60.000° 동경 124.000°  | 남극해           |                                                                 |
| 남위 66° 9′ 동경 124° 0′  / 남위 66.150° 동경 124.000°  | 남극             | 오스트레일리아령 남극 지역, 오스트레일리아가 영유권을 주장한다. |

## 같이 보기
- 동경 123도
- 동경 125도